# 哈瓦那 (明尼蘇達州)
哈瓦那（英語：Havana）是位於美國明尼蘇達州斯蒂爾縣哈瓦那鎮區的一個非建制地區。

## 歷史
哈瓦那於1867年設立，得名自伊利諾州的哈瓦那。哈瓦那的郵局於1869年成立，其後於1911年停運。

## 地理
哈瓦那所處的海拔為高於海平面373米（即1224英呎），而該地所採用的時區為UTC-6，即北美中部時區（CST）。同時該地設有夏令時間，為UTC-6調快一小時，即UTC-5（CDT）。